# Груша сирийская
Груша сирийская (лат. Pyrus syriaca) — вид деревянистых растений рода Груша (Pyrus) семейства Розовые (Rosaceae), произрастающий на сухих склонах, в светлых лесах и кустарниковых зарослях в Западной Азии.

## Ботаническое описание

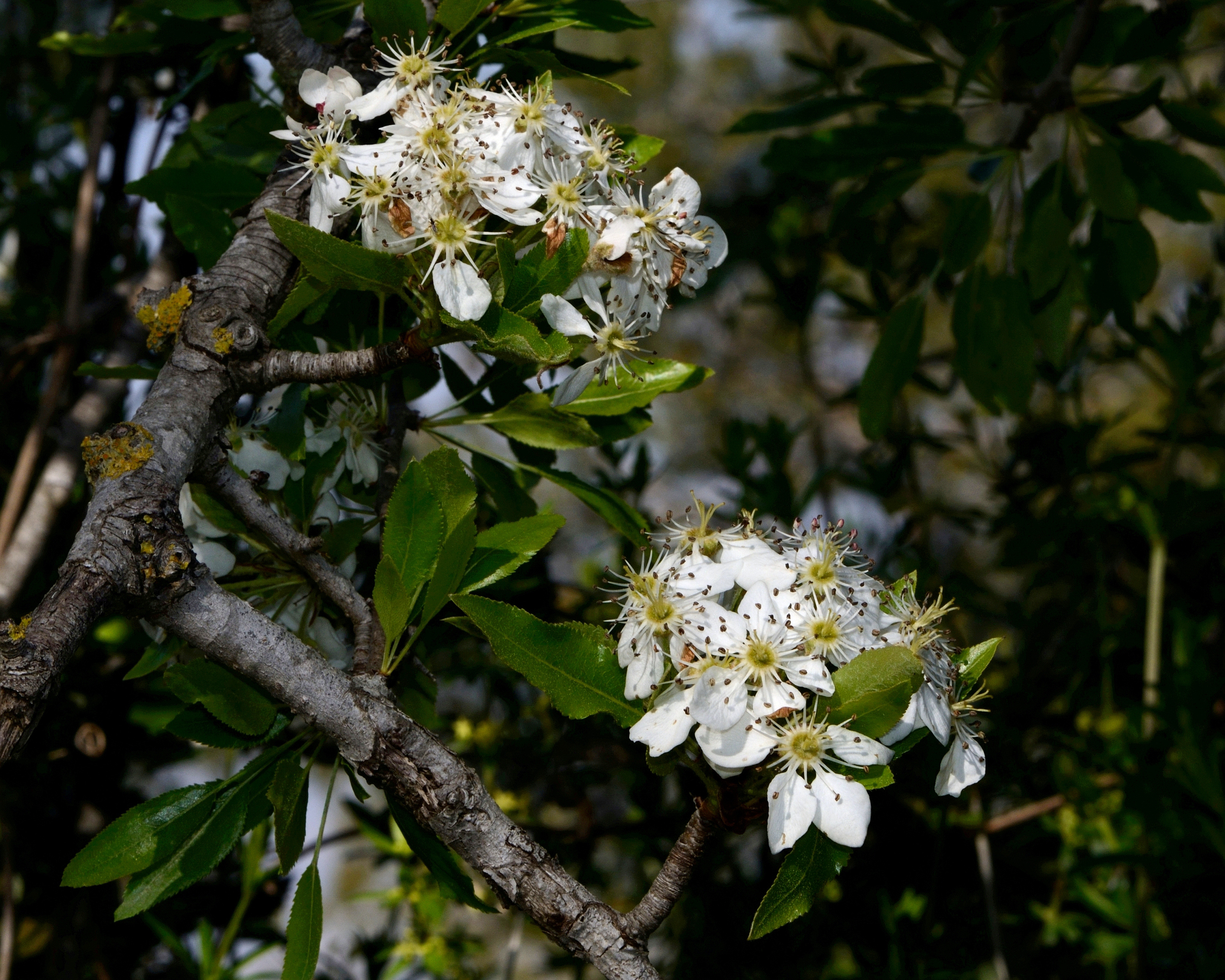
Соцветия

Дерево до 10 м высотой с короткими, толстыми колючками. Почки крупные, 0.6—0.7 см длиной, широко-овальные с тёмно-бурыми отстоящими широкими и на конце приострёнными чешуями, сначала ресничато-опушёнными, потом скоро голыми. Молодые побеги и черешки листьев с коротким шелковистым опушением, потом сходящим; веточки блестяще-красновато-бурые, двугодичные — с серой неровной корой; черешки листьев толстоватые, 1—2,5—5 см длиной.
Листья сначала главным образом снизу паутинисто-опушённые, потом скоро совершенно голые, блестяще-зелёные, плотные, с сильно выступающей сетью жилок, широколанцетные, 3—9 см длиной и 2—3 см шириной, с наибольшей шириной по середине или несколько ниже, к обоим концам постепенно суживающиеся, в основании округлённые или несколько клиновидные, на верхушке закруглённые или приострённые, по краю равномерно и мелко пильчатые или почти городчатые, с зубцами заканчивающимися ясным мозолистым утолщением.
Цветки в немногоцветковых щитках до 3 см в диаметре. Лепестки с волосистыми ноготками; цветоножки при плодах толстые и кверху утолщающиеся, 2—4 см длиной. Плоды грушевидные, реже почти шаровидные, 2—2,5 см длиной и 1,5—2 см в диаметре, с удлиненно-ланцетными долями чашечки. Цветение в апреле.

## Разновидности
Вид включает 3 разновидности:
- Pyrus syriaca var. syriaca
- Pyrus syriaca var. microphylla Zohary ex Browicz (1972)
- Pyrus syriaca var. pseudosyriaca (Gladkova) Uğurlu & Dönmez (2015) [syn.  Pyrus pseudosyriaca Gladkova (1989)]